# Лаомедон Митиленски
Вижте пояснителната страница за други личности с името Лаомедон.
Лаомедон (на старогръцки: Λαομέδων) е македонски генерал на Александър Велики.

## Биография
Лаомедон по рождение грък от Митилене, син на Ларихос, но в Амфиполис получава от цар Филип II Македонски македонско гражданство. През 336 г. пр. Хр. във връзка с аферата „Пиксодар“ той придружава Александър, заедно с неговия брат Еригий, Неарх, Птолемей и Харпал, в изгнанието му и се връща обратно в двора едва след убийството на Филип II и идването на власт на Александър през същата година.
По времето на похода в Азия Лаомедон получава след битката при Иса 333 г. пр. Хр. наблюдението над военните пленници. В Индия той е един от трирархите на Индус флотата.
След смъртта на Александър 323 г. пр. Хр. Лаомедон получава от регент Пердика провинцията Сирия като сатрапия, която обхваща също и стратегически важните финикийските морски пристанища и Коилесирия.
На конференцията в Трипарадис през 320 г. пр. Хр. той получава от Антипатър отново сатрапия Сирия.
След смъртта на Антипатър 319 г. пр. Хр. Лаомедон има конфликт с Птолемей, който окупира Сирия с помощта на неговия генерал Никанор. След това той се присъединява в Кария към осъдения Алкет. Вероятно той е убит с Алкет в боевете против Антигон Монофталм.